# Autokomanda
Autokomanda je mestna četrt v srbskem glavnem mestu Beogradu. Nahaja se približno kilometer in pol južno od mestnega središča, na tromeji mestnih občin Voždovac, Savski venac in Vračar.
Ime je mestni predel dobil po nekdanjem centru motorizirane brigade in pripadajočih hangarjih, ki so v času med svetovnima vojnama obstajali na voždovski strani. Danes je naselje predvsem komercialnega pomena. Ob popisu 2002 je imelo 12.167 prebivalcev.
Najznačilnejša zgradba na Autokomandi je istoimenski cestni razcep, eden izmed dveh v beograjskem mestnem jedru poleg »Mostarske pentlje«. Razcep je bil zgrajen konec 60. in začetek 70. let prejšnjega stoletja na cesti, načrtovani kot hitra mestna prometnica, ki je nato zaradi neizgradnje obvoznice okrog Beograda postala del državne avtoceste Beograd–Niš. Danes je odsek kategoriziran kot cesta, rezervirana za motorna vozila.